# Alonso Suárez de Fuente del Salce
Alonso Suárez de la Fuente del Salce (Àvila, ? - Jaén, 1522), citada la segona part del cognom com Fuente del Saz o del Sauce, va ser bisbe de Mondoñedo (1493-96), de Lugo (1496-1500) i de Jaén (1500-1522). Va ser doctor en dret, i va ser president del Consell de Castella, inquisidor general i comissari de la croada.
Era fill de Pedro Sanz Suárez Valtodano y de Catalina Suárez, pertanyents a l'estament de la noblesa. Va ser promogut a la diòcesi de Mondoñedo el 20 de març de 1493. El 23 de juny de 1493 va ser nomenat pel papa Alexandre VI inquisidor general, juntament amb altres tres prelats, per ajudar a Tomás de Torquemada, ja en avançada edat, i va poder gaudir de les mateixes facultats que el frare dominic fins i tot després de la seva mort. El 1495 va ser nomenat bisbe de Lugo i en va prendre possessió l'any 1497 i, després, passaria a regir la diòcesi de Jaén entre el 1500 i el 1522, on va morir.
A Jaén va arribar amb un gran seguici d'amics i familiars als quals donà col·locació i ocupació a tots. Se'l va anomenar el bisbe constructor per les nombroses obres que va realitzar i sufragar la capella a l'església de Fuente del Sauce para el soterrament dels seus familiars, l'església de l'Encarnació a Bailén (1504), el pont del Bisbe, sobre el riu Guadalquivir a Begíjar (1505), la capella en honor de la Mare de Déu al costat del Pont del Bisbe, la portada de la capella de San Ildefons d'Úbeda, la capella Major de la Catedral de Jaén (1509), la façana principal de l'església de Sant Pau d'Úbeda (1511), l'església de Sant Andreu de Baeza i la parroquial de Sant Pere de Sabiote, el cadirat del cor de la Catedral de Jaén i la portada de l'església de l'Assumpció a Villacarrillo (1510).
També se l'ha anomenat el bisbe insepult. Se'l va enterrar a la Capella Major de la catedral de Jaén, tal com va ser el seu desig, a la data de la seva defunció l'any 1520, fins a l'any 1635, que per motiu d'unes obres de demolició, ho van traslladar a la sagristia. Una vegada finalitzades les obres de la nova capella, el Capítol va creure convenient enterrar-lo al cor, on era la destinació de sepultura dels seus prelats. Els hereus es van negar, volent fer valer el desig del bisbe mort, es va obrir un plet, arribant a un acord: la família faria una ofrena anual i si el Capítol l'acceptava el bisbe aniria a la Capella Major. El Capítol catedralici no va acceptar mai l'ofrena, que any rere any presentaven els hereus. Així durant gairebé quatre segles, ha estat el cos momificat del bisbe en una calaixera, esperant la seva sepultura definitiva. Per fi, el 13 de maig del 2001, es va portar a terme la inhumació de les restes del bisbe a la seva sepultura definitiva a la Capella Major.